# Port Egmont
Port Egmont était la première colonie britannique dans les îles Malouines, sur l'île Saunders (espagnol : Trinidad) et est nommée d'après John Perceval (2e comte d'Egmont)

## Histoire
Port Egmont fut créé le 25 janvier 1765, par une expédition, dirigée par le commodore John Byron, constitué des navires HMS Dolphin, HMS Tamar et HMS Florida. L'expédition laissa un point d'eau et un jardin potager.
Une autre expédition arriva près d'un an plus tard, en janvier 1766. Elle était dirigée par le capitaine John MacBride (en), avec les navires HMS Jason, HMS Carcass et HMS Experiment, qui donnèrent leur nom à l’île Carcass et aux îles Jason. Il s'agissait de s'assurer de leur possession, et McBride ordonna à l'un des navires de rester à Port Egmont, et de développer la colonie. Il en résulta la construction de plusieurs bâtiments permanents et l’établissement d’une garnison.
Les années suivantes donnèrent lieu à des revendications contradictoires avec les Français et les Espagnols, les Britanniques se servant de Port Egmont comme base de leur revendication. Au début de 1770, le commandant espagnol Don Juan Ignacio de Madariaga visita brièvement Port Egmont. Il y retourna depuis la vice-royauté du Río de la Plata, le 10 juin, avec cinq navires armés et 1 400 soldats forçant les Britanniques à quitter Port Egmont.
En 1771, après des menaces de guerre avec l'Espagne, la colonie fut rétablie par le capitaine John Stott avec les navires HMS Juno, HMS Hound et HMS Florida, ce dernier fondant la colonie d'origine. Le port devint une étape importante pour les navires qui naviguaient autour du cap Horn.
À la mi-mai 1774, le Royaume-Uni abandonna les îles Malouines. La raison de cet abandon était la promesse secrète faite par les Britanniques à l'Espagne d'abandonner les îles. Dans la correspondance épistolaire entre les ambassadeurs d'Espagne et de France à Londres et dans les notes diplomatiques britanniques on dit explicitement que le Royaume-Uni abandonnera les Malouines après que l'Espagne aura réparé l'honneur blessé par l'expulsion des Britanniques de Port Egmont. En 1780, la colonie fut finalement détruite sur ordre des autorités espagnoles.

## Référence
1. ↑  (en) Kohen, Marcelo G.; Rodríguez, Facundo D., « The Malvinas/Falklands Between History and Law », CreateSpace Independent Publishing Platform, 2017 (consulté le 6 juin 2025), p. 47-48.